# Lucas Chanavat
Lucas Chanavat (Le Grand-Bornand, 17 dicembre 1994) è un fondista francese.

## Biografia
In Coppa del Mondo ha esordito il 13 dicembre 2015 a Davos (16°) e ha ottenuto il primo podio il 5 febbraio 2017 a Pyeongchang Alpensia (2°). Ai Mondiali di Lahti 2017, suo esordio iridato, si è classificato 14° nella sprint e 11° nella sprint a squadre. Ai XXIII Giochi olimpici invernali di Pyeongchang 2018, sua prima presenza olimpica, si è classificato 34º nella sprint; nella stagione successiva ai Mondiali di Seefeld in Tirol è stato 6º nella sprint e 5º nella sprint a squadre, mentre il 21 dicembre dello stesso anno ha ottenuto a Planica la prima vittoria in Coppa del Mondo. Ai Mondiali di Oberstdorf 2021 si è classificato 22º nella sprint e 4º nella sprint a squadre; l'anno dopo ai XXIV Giochi olimpici invernali di Pechino 2022 si è piazzato 9º nella sprint, mentre ai Mondiali di Planica 2023 è stato 6º nella sprint e a quelli di Trondheim 2025 si è classificato 6º nella sprint.

## Palmarès

### Coppa del Mondo
- Miglior piazzamento in classifica generale: 10º nel 2022
- 20 podi (17 individuali, 3 a squadre):
  - 3 vittorie (2 individuali, 1 a squadre)
  - 10 secondi posti (8 individuali, 2 a squadre)
  - 7 terzi posti (individuali)

#### Coppa del Mondo - vittorie
| Data             | Località | Nazione  | Spec.                  |
| ---------------- | -------- | -------- | ---------------------- |
| 21 dicembre 2019 | Planica  | Slovenia | SP TL                  |
| 11 gennaio 2020  | Dresda   | Germania | SP TL                  |
| 12 gennaio 2020  | Dresda   | Germania | TS TL (con Renaud Jay) |

Legenda:

SP = sprint

TS = sprint a squadre

TL = tecnica libera

#### Coppa del Mondo - competizioni intermedie
- 7 podi di tappa:
  - 2 vittorie
  - 1 secondo posto
  - 4 terzi posti

##### Coppa del Mondo - vittorie di tappa
| Data             | Località | Nazione  | Competizione | Specialità |
| ---------------- | -------- | -------- | ------------ | ---------- |
| 30 dicembre 2023 | Dobbiaco | Italia   | Tour de Ski  | SP TL      |
| 3 gennaio 2024   | Davos    | Svizzera | Tour de Ski  | SP TL      |

Legenda:

TL = tecnica libera

SP = sprint